# 로드아일랜드주
로드아일랜드주(영어: State of Rhode Island)는 미국에서 가장 작은 주이다. 또한 가장 긴 공식 이름(The State of Rhode Island and Providence Plantations)으로도 유명하였다. 풀어쓰자면 "로드섬과 프로비던스(신의 섭리) 식민지"이라는 뜻이다. 그러나 2020년에 주민투표로 주 이름을 줄였다. 주의 이름이 된 로드섬은 내러갠섯만의 섬이다.
특이하게도 새가 주를 대표하는 다른 주와 다르게 이름이 같은 로드아일랜드레드(Rhode Island Red)라는 닭이 주를 상징한다.
뉴 잉글랜드 지역의 일부이며 초기 13개 식민지의 하나로 독립 당시부터 존재하였다. 주의 이름이 로드(Rhode)가 된 것에는 여러 설이 있지만 모두 확실하지는 않다. 섬(Island)이라는 이름 때문에 주 전체가 섬으로 이루어진 것으로 오해받기도 하는데 실제로는 주 내의 대부분은 대륙에 있다. (주 전체가 섬으로 이루어진 주는 하와이주이다.) 대양 주(Ocean State)라는 별명을 갖고 있다. 로드아일랜드는 남서쪽에 바다에 의해 뉴욕주뿐만 아니라, 서쪽에 코네티컷주, 북쪽과 동쪽에 매사추세츠주와 경계를 이룬다.

## 역사

### 초기 역사
고고학적 흔적은 대략 10,000년 전에 현재 로드아일랜드 지역에 아메리카 인디언들이 왔다고 제안하였다. 1630년대에 유럽인 정착자들이 도착하기 시작할 때 알곤킨어족들이 그 지역에 살고 있었다. 그들은 현재 로드아일랜드의 대략 3분의 2를 차지하던 강력한 내러갠셋 족과 니앤틱 족, 닙무크 족, 페쿼트 족, 그리고 왐파노아그 족을 포함하였다.

### 탐험
프랑스를 위하여 일한 이탈리아의 항해자 지오반니 다 베라차노가 1524년에 로드아일랜드의 해안을 따라 항해하였고 내러갠셋만에 처음으로 들어오는 데 성공한 탐험가였다. 1614년 네덜란드의 항해자 아드리엔 블록이 만으로 들어오면서 항해하였다.
역사가들은 로드아일랜드라 불려진 이유를확실히 알 수는 없었으나 다음의 사실들이 알려졌다. 베라차노는 로드아일랜드의 남부 해안에 있는 섬이 지중해의 로드섬을 떠올리게 했다고 기술했다. 블록은 내러갠셋 만에서 아퀴드넥섬의 기슭을 따라 붉은 땅이 펼쳐진 것을 보고 로트에일란트(Roodt Eylandt, 붉은 섬)라고 이름지었다. 프로비던스를 건설한 로저 윌리엄스는 아퀴드넥섬을 "장미의 섬"을 의미하는 로드아일랜드(Rode Island)라고 불렀다. 유럽인 정착자들은 공식적으로 아퀴드넥섬의 이름을 로드아일랜드(Rhode Island)로 바꾸었다.

### 정착

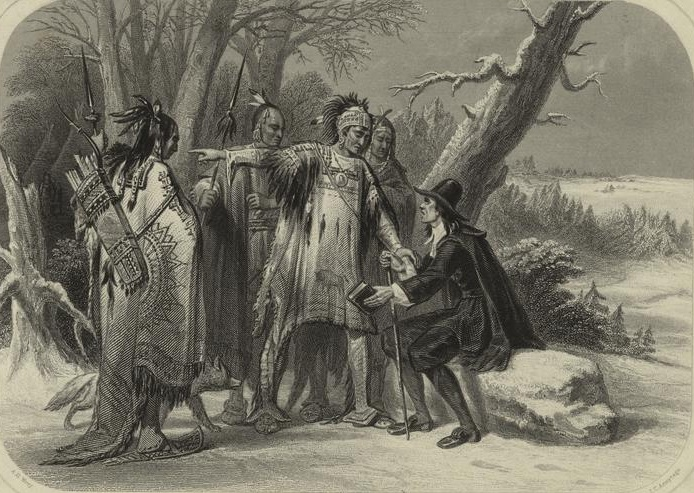
로저 윌리엄스와 내러갠셋 족들

1636년 로저 윌리엄스는 내러갠셋 만의 정상에서 프로비던스 식민지라 불리는 로드아일랜드의 첫 영구적 백인 정착지를 설립하였다. 청교도 목사인 윌리엄스는 추방을 선고받은 후에, 매사추세츠 만 식민지를 달아났다. 그는 예를 들어 민간 권위들은 종교적 믿음에 순종을 집행하는 데 권력이 없었다고 말하였다. 프로비던스에서 정부는 민간 문제들에 제한되었고 주민들은 종교적 자유를 완성하였다.
1638년 앤 허친슨, 윌리엄 코딩턴, 존 클라크와 매사추세츠에서 추방당한 다른 이들은 아퀴드넥섬의 북쪽 끝에 있는 포카세트의 정착지를 설립하였다. 1639년 코딩턴, 클라크와 다른이들은 정치적과 종교적 논쟁에 불일치에 포카세트를 떠나 섬의 남쪽 끝에 있는 뉴포트를 설립하였다.
허친슨과 그녀의 부하들은 포카세트에 남아 포츠머스로 이름을 다시 지었다.
1642년 새뮤얼 고튼과 그의 부하들은 포카세트를 떠나 프로비던스로 갔으나 4번째의 타운 쇼워멧을 설립하였다. 고튼은 후에 자신이 워릭이라고 다시 이름을 지은 타운을 위하여 잉글랜드로부터 승인을 확보하였다.
1643년 매사추세츠 만, 플리머스, 코네티컷과 뉴헤이븐 식민지들은 내러갠셋 만의 타운들을 제외한 군사적 동맹을 형성하였다. 그들의 지도자들은 로드아일랜드를 사악하고 무질서한 장소로 여겨 로그스 아일랜드(Rogue's Island)라고 불렀다. 윌리엄스는 4개의 로드아일랜드 정착지들을 보호를 위하여 연합하는 제안을 하였다.
1644년 그는 뉴잉글랜드 내러갠셋에서 프로비던스 식민지의 주를 위하여 잉글랜드로부터 헌장을 획득하였다. 그러나 포츠머스와 뉴포트가 연합으로 동의한 1647년까지 그일이 일어나지 않았다. 헌장은 1660년 잉글랜드에서 왕정복고가 이루어졌을 때에 무효가 되었다. 1663년 국왕 찰스 2세는 새 헌장을 승인하였다. 그 헌장은 로드아일랜드와 프로비던스 식민지 헌장으로 불리었으며, 1843년까지 로드아일랜드의 법률에 남아있었다.

### 필립 왕 전쟁

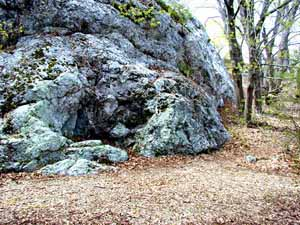
브리스톨 마운트호프에 있는 원주민들의 집회 장소인 필립 왕의 의석

로저 윌리엄스는 아메리카 인디언들의 권리를 존중하고 그들과 평화롭게 사는 데 일하였다. 그러나 플리머스와 매사추세츠 만 식민지에서 정착자와 인디언들 사이에 자라나는 농쟁이 로드아일랜드의 대부분을 포함한 뉴잉글랜드를 삼킨 전쟁으로 발달되었다. 1675년 6월 플리머스와 필립 왕에 의하여 이끌어진 왐파노아그 족 사이에 싸움이 시작되었다. 12월 둘러싸인 식민지들에서 온 식민지군들은 로드아일랜드에 들어가 오늘날 웨스트킹스턴 근처에서 일어난 그레이트 스웜프 싸움에서 내러갠셋 족을 공격하였다. 인디언들은 프로비던스를 포함한 내러갠셋 만의 서부에 있는 백인 정착지들을 파괴시키면서 보복하였다. 1676년 뉴잉글랜드 남부의 인디언들은 패배하고 필립 왕은 마운트호프 근처에서 살해되었다.

### 대양 무역의 번창
뉴포트는 필립 왕 전쟁의 파괴를 탈출하고 그 농부와 상인들은 로드아일랜드를 위한 새 경제로 방향을 이끌었다. 해안 지방들과 내러갠셋 만의 섬들은 가장 좋은 농장과 방목지를 가졌다. 로드아일랜드는 팔 수 있는 농산물의 과잉을 생산하기 시작하였다. 퀘이커 교도와 유대인들의 다수가 그 종교적 자유의 이유로 식민지에 끌어들여졌다. 그들은 자신들의 넓게 퍼진 가족과 종교적 연결을 통하여 무역 망상 조직을 개발하여 도시가 국제 무역에 들어가는 데 도움을 주었다. 뉴포트의 배들은 생산품을 세계의 다른 부분들로 실어가기 시작하였다.
1700년대에 로드아일랜드 주민들은 또한 노예 무역에 들어가 아프리카에서 노예들을 식민지들로 데려왔다. 그들은 1700년대를 통하여 주요 아메리카 노예 무역자들로 남아있었다. 1730년대에 어떤 뉴포트의 가족들은 내러갠셋 만의 서부에 큰 농장들을 개발하여 수확물을 재배하고 가축들을 돌보는 데 노예 노동을 이용하였다. 그러나 로드아일랜드는 1774년 노예 수입을 금지하고 1784년 차차 노예 제도를 끝내는 데 진행을 설립한 법률을 규정하였고 1787년 노예 무역을 금지하였다.

### 미국 독립 전쟁
1760년대에 영국은 새로운 세금과 무역 제한을 통하여 그 아메리카 식민지들에 통치를 단단히 하는 데 시도하였다. 로드아일랜드의 많은 반란의 법령들은 1769년 뉴포트 항구에서 영국의 자유호 배를 불태우고 1772년 워릭 근처에서 개스피호를 불태우는 일을 포함하였다. 1775년 미국 독립 전쟁이 매사추세츠에서 일어날 때 수백명의 로드아일랜드 지원병들이 매사추세츠에 싸우러 갔다. 1776년 7월 18일 로드아일랜드 총회는 식민지들의 독립 선언을 비준하였다.
스티븐 홉킨스와 다른 로드아일랜드 남성들은 대륙 해군의 주요 결성자들이었다. 에섹 홉킨스는 해군의 첫 최고 사령관이었다. 대륙 육군의 장군 내대니얼 그린은 위대한 군사 지도자로서 인정을 받았다.
영국군은 1776년 12월부터 1779년 10월까지 뉴포트를 점령하였다. 1778년 8월 미국 군인들은 영국군을 몰아내려는 시도를 하였으나 그들은 성공하지 못하고 후퇴하였다. 로드아일랜드 제1연대에서 해방 노예들의 단체가 미국 군인들을 보호하는 데 자신의 역할을 위한 칭찬을 얻었다.
1778년 7월 9일 로드아일랜드는 초기 13개 주들의 처음으로 연합 규약을 비준한 주들 중의 하나였으나 미국 헌법을 비준하는 데 마지막 주였다. 로드아일랜드는 헌법이 주들로부터 권력을 가져가 세금을 거두고 상업을 정규화하는 데 권리를 연방 정부에게 준 이유로 헌법을 반대하였다. 헌법은 로드아일랜드가 자주 해놓은 자신들의 돈의 발행으로부터 주들을 금지시키기도 하였다. 결국 1790년 5월 29일 로드아일랜드의 헌법 회의에서 사절단들이 34 대 32의 투표에 의하여 헌법을 받아들였다.

### 산업의 확장
독립 전쟁이 끝난 후 프로비던스의 상인과 제조업자들이 로드아일랜드를 지도적인 산업의 주로 변하는 데 중요한 역할을 하였다.
미국에서 성공적인 섬유 산업을 발달시키는 데 추구한 모지스 브라운은 영국에서 발달된 기계를 재생산하는 데 새뮤얼 슬레이터를 고용하였다. 영국은 첫 수력 섬유 제재소를 지었다. 그 섬유 근로자들은 진행 비밀을 지키기 위하여 나라를 떠나는 데 금지되었다. 제재소의 담당자 슬레이터는 자신을 농부로 변장하여 미국으로 탈출하였다. 그는 면의 실을 생산하는 기계들을 지어 1790년 포터켓에서 수력 방적소를 운영하기 시작하였다. 1815년으로 봐서 로드아일랜드는 21개의 타운에 100개의 제재소들이 있었다. 1820년대부터 1920년대까지 면과 모직물의 생산은 주의 지도적인 산업이었다.
1794년 프로비던스의 네헤미아 도지는 은과 금과 함께 비금속을 덮는 방법을 발견하였다. 그와 그의 동생 세릴은 보석을 만드는 산업을 시작하여 로드아일랜드는 주요 보석 생산의 중심지가 되었다.

### 도어 반란

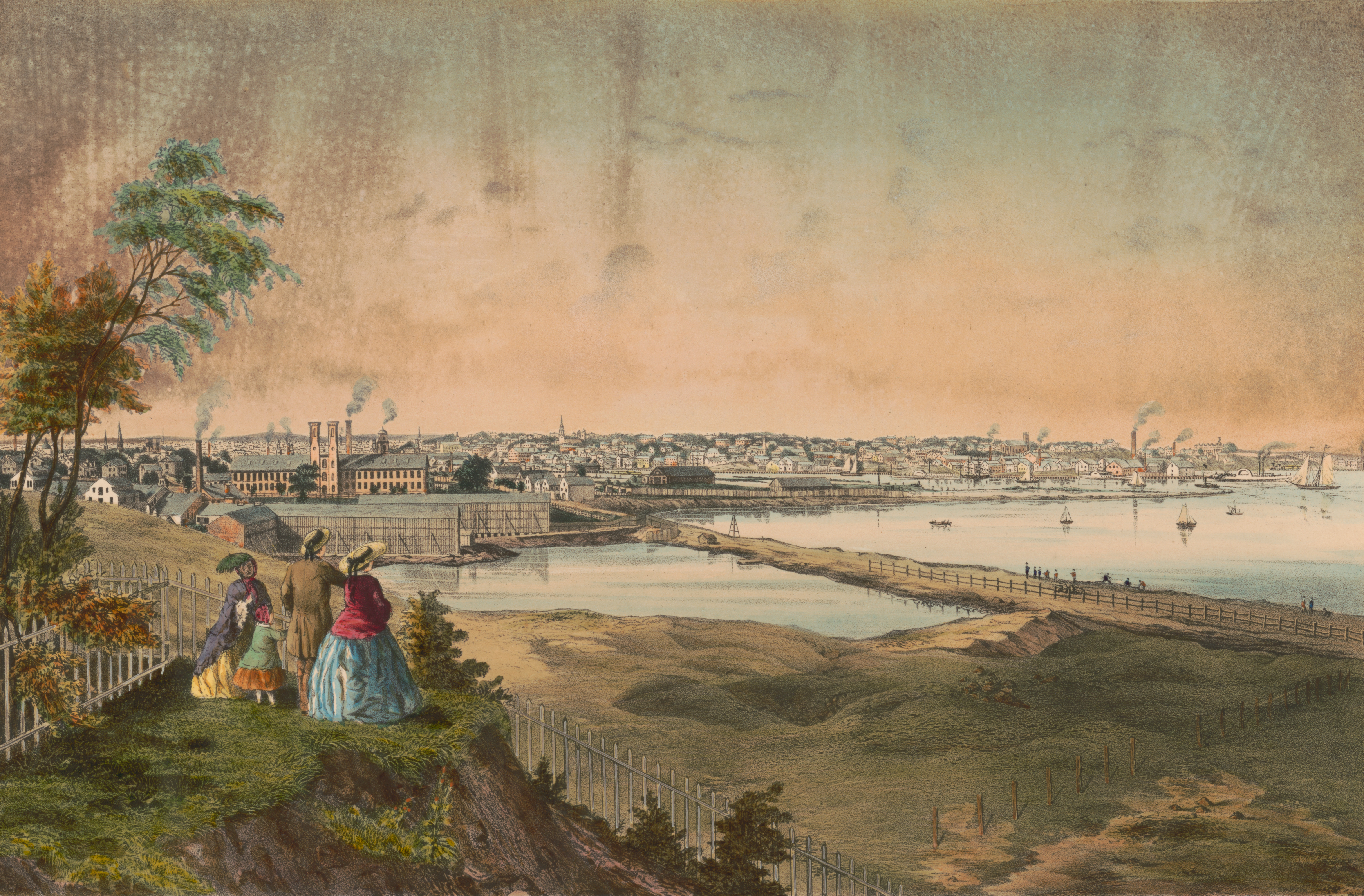
1858년의 프로비던스

1830년대에 로드아일랜드 남성의 대략 절반이 재산 소유자들 만이 투표하는 권리들을 가진 이유로 투표할 자격이 없었다. 주는 아직도 총회에서 의석들을 나눈 1663년 헌장 아래에 다스려지고 투표 요구들을 세우는 데 입법부에 권력을 주었다. 더욱 더 많은 주민들이 산업의 도시들로 이주하면서 몇몇의 남성들은 재산 요구에 모임을 가질 수 있었다. 입법부는 쇠퇴한 시골 타운들에 의하여 지배되었고 대량으로 인구가 조밀한 도시 지역들은 적은 대표들을 가졌다. 입법부는 투표 요구들을 변화시키거나 재임명을 숙고하는 데 거부하였다. 그러므로 개혁 운동이 번창하기 시작하였다.
변호사 토머스 도어는 새 헌법을 도안하고 새 정부를 형성하는 데 개혁자들을 이끌었다. 1842년 주 정부가 탈선하기를 거부하였을 때 도어파는 무력에 의하여 축출시키려 하였다. 그들을 실패하였으나 그들의 실행은 1843년 효과적으로 들어간 새 주 헌법의 채택으로 이끌었다. 헌법은 한해에 1 달러의 세금을 내거나 시민군에 복무한 본고장 로드아일랜드 성인 남성들에서 투표하는 권리들을 주었다. 또한 도시 지역들은 입법부에서 더 많은 의석을 얻었다. 외국에서 태어난 시민들은 아직도 투표하는 데 재산을 소유해야 하였다.

### 남북 전쟁
남북 전쟁이 일어나는 동안에 24,000명 이상의 로드아일랜드 주민들이 북군의 육군과 해군에 복무하였다. 주의 가장 유명한 사관은 단편 기간 동안에 포토맥의 육군을 지휘한 앰브로스 E. 번사이드 소장이었다. 번사이드는 후에 로드아일랜드 주지사와 미국 상원을 지냈다. 로드아일랜드 주는 북군의 전쟁 필수품을 공급하는 데 거대하게 관련되었다. 주는 대포, 소총, 군복, 부츠, 이불, 텐트와 다른 장비들을 만들었다.

### 부자의 시기
남북 전쟁이 끝난 후, 미국의 산업이 붐을 일으켰다. 어떤 주민들은 큰 행운을 축적하였다. 새로운 부자들의 문화에 참고로 미국의 작가 마크 트웨인은 이 시기를 부자의 시기라고 불렀다.
로드아일랜드 주에서 섬유 산업과 다른 산업들이 확장되었다. 1890년대로 봐서 프로비던스는 세계에서 가장 큰 섬유 회사를 가졌다. 또한 서류철, 나사, 은그릇, 증기 기관차와 연장을 만드는 세계에서 가장 큰 공장들을 자랑하였다. 포터켓은 가장 큰 실 회사의 본거지였고 운소켓은 가장 큰 고무 장화 공장을 가졌다. 제재소와 공장들에 일하러 많은 캐나다인과 유럽 이민들이 쏟아져 들어왔다. 1870년과 1900년 사이에 인구가 거의 2배로 자라났다.
뉴포트는 많은 부자 가족들을 위한 호의적 여름 리조트가 되었다. 그들은 큰 맨션들에 살고 골프, 폴로, 테니스와 요트 같은 스포츠를 즐겼다. 내러갠셋 만의 기슭에 흩어져 있는 리조트, 공원과 해변들은 모든 경제적 레블의 주민들을 끌어들였다.
주의 강한 해군 전통은 지속되었다. 1883년 뉴포트는 1952년까지 해군의 신병들이 훈련한 뉴표트 해군 훈련소의 본거지가 되었다. 해군의 가장 놓은 교육 연구소인 해군 전쟁 칼리지가 1884년에 거기에서 개장되었다.

### 경제의 변화
1900년대의 시작에 로드아일랜드 주는 1,500개 이상의 공장을 가졌고 기관차로부터 리본까지 산품들을 만들었다. 1910년에 주의 근로자들의 대략 절반이 제조업에 관련되었다. 제1차 세계 대전이 일어나는 동안에 로드아일랜드 주의 조선소들은 군함과 화물선을 지었고, 주의 공장들은 전쟁 물자를 생산하였다. 그러나 1920년대로 봐서 제조업은 쇠퇴하였다. 많은 섬유 공장들은 노동비가 낮고 제재소들이 새로와진 남부로 이동하였다. 주는 1930년대의 대공황에 의하여 악화된 경제 공황을 경험하였다.
1938년 로드아일랜드 주는 그 최악의 자연적 재해를 겪었다. 허리케인과 해일이 일어나 317명의 주민들이 사망하고 10억 달러의 손해를 일으켰다.
제2차 세계 대전은 제조업의 일시적인 부흥을 가져왔다. 그러나 전쟁이 끝난 후에 국방 계약들이 끝나고 다수의 로드아일랜드 주의 회사들이 폐문하였다. 제조업의 쇠퇴는 1900년대의 나머지를 통하여 지속되었다.
관광업은 1960년대에 증가적으로 중요해졌다. 주의 거의에 새로운 길과 고속도로들이 관광객들에게 열어졌다. 1969년 95번 주간 고속도로의 로드아일랜드 부문이 개장되고 제임스타운과 뉴포트 사이에 내러갠셋 만을 가로지르는 뉴포트 다리가 완공되었다.
1952년에 뉴포트에 본부를 둔 U.S. 애틀랜틱 함대의 크루저-디스트로여 포스가 1973년 주의 외부로 옮겨갔다. 해군 해중 전쟁 센터는 주에 남아있다. 함대의 출발은 뉴포트와 다른 도시들을 경제적 위기로 몰아넣었다. 많은 주민들이 주를 떠나면서 1970년대 동안에 주의 인구는 쇠퇴하였다.
로드아일랜드 주는 1980년대에 국가의 국방 강화에 분배되었다. 그러나 미국의 국방의 소비는 1980년대 후반에 냉전이 끝나면서 줄어들었다. 1990년대에 주의 보석 산업은 국제적 회사들로부터 많은 경쟁을 향하였도 주요 쇠퇴를 겪었다. 전문적 섬유, 레이스와 좁은 노끈을 만드는 것을 제외한 섬유 산업이 주를 떠났다.
1900년대의 말기로 봐서 주의 경제는 제조업으로부터 서브스업들로 옮겨갔다. 관광업은 경제에 중요한 공헌을 하였고 정부와 보건 같은 서비스들이 지도적인 고용주들이었다. 주의 대학들은 연구와 개발의 중심지들이 되었다. 로드아일랜드 대학교의 해양학 연구 프로그램은 국가에서 가장 좋은 것들 중의 하나로 인정되었다.

### 정치적 개혁
공화당은 남북 전쟁부터 1930년대까지 로드아일랜드주 정부를 지배하였다. 당은 거대한 인구를 가진 도시 지역들에서 민주당의 인기가 자라남에 불구하고 통치를 유지하였다. 시골적 공화당의 타운들은 주의 상원을 통치하였다. 1842년의 주 헌법의 아래 각각의 도시와 타운은 상원에서 하나의 투표를 가졌다. 1925년에 예를 들어 267,918명의 주민들과 함께 한 프로비던스와 407명의 주민들의 웨스트그리니치는 각각 하나의 투표를 가졌다. 1920년대에 변화를 위한 압력이 올랐다. 1935년 대공황에서 민주당이 무혈 혁명이라 불리는 정부의 개편을 통하여 주의 통치를 얻었다. 1960년대에 인구의 기지를 둔 재배분이 차지할 때에 당의 통치는 증가하였다. 1970년대에 로드아일랜드 주의 공화당은 거의 40년 만에 처음으로 미국 의회에서 의석을 이겼다. 그러나 민주당은 총회를 지속적으로 통치하였다.
1980년대와 1990년대에 다수의 정치적 스캔들이 개혁을 요구하는 데 이끌었다. 주의 공무원들은 대법원의 법원장 2명, 회계 감사원, 몇몇의 시장들과 전 주지사를 포함한 범죄에 관련되어 유죄 판결을 받았다. 1991년 주의 공인된 소비자 신용 조합을 보증한 기구가 폭락하였다. 그릇된 관리, 정부적 단속의 부족과 부패 같은 요인들이 45개의 은행과 소비자 협동 조합들이 폐문하는 결과를 가져왔다. 주는 로드아일랜드 주의 납세자들에게 큰 비용에서 잃은 기금을 예금자들에게 복구하였다.
시민 단체들로부터 청구들은 더욱 엄한 윤리적 표준들의 제정과 총회의 크기에서 축소, 부패한 입법부의 연금 제도에 종말과 주지사와 다른 공무원들을 위한 기간 한계들을 포함한 다른 변화들을 가져오는 데 도움을 주었다. 정부의 3개 지점들 사이에 권력들의 해산을 가져온 캠페인이 힘을 모았다. 주의 입법부 지점은 행정과 사법적 지점들보다 더욱 거대한 권력을 가졌다. 예를 들어 주의 평의회에 위원회에 그 회원들이 근무하거나 주민들을 임명할 수 있다. 개업의 반대자들은 그것이 이익의 논쟁들에 주어지고 부패로 이끈다고 주장하였다.

## 경제

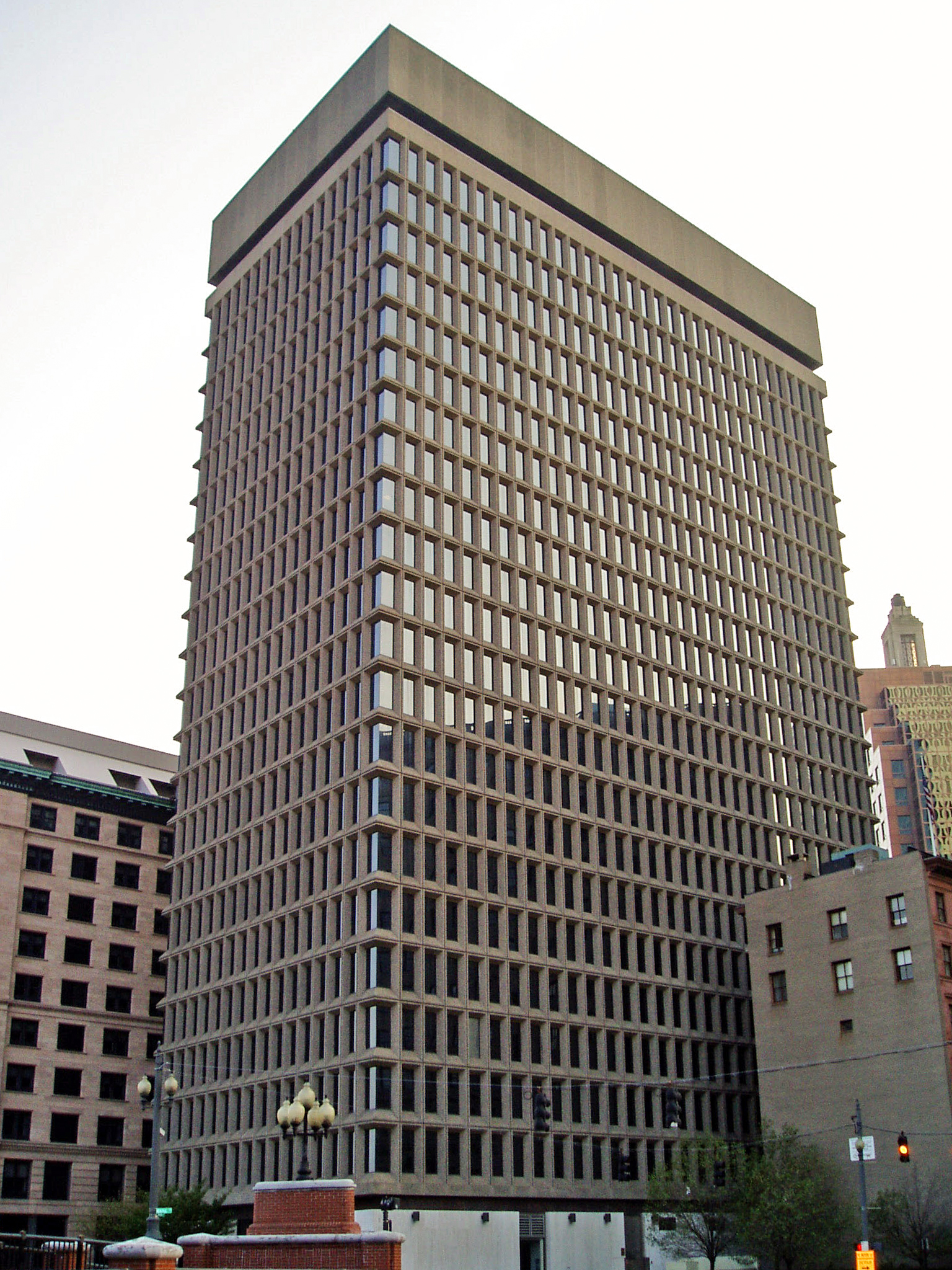
프로비던스에 있는 텍스트론의 본사 건물

### 서비스업
서비스업은 로드아일랜드 주의 고용과 국내 총생산 양쪽의 대략 6분의 5를 차지한다. 금융, 보험과 부동산은 주의 지고적은 서비스업 단체이다. 프로비던스는 뉴잉글랜드 지방의 지도적인 금융의 중심지이다. 미국의 가장 큰 은행과 보험 회사들의 어떤 것들은 로드아일랜드에서 주요 운영들이 이루어진다.
주도인 프로비던스와 크랜스턴은 정부 활동의 중심지들이다. 호텔, 식당과 소매상들은 주로 프로비던스 지역에 있다. 호텔과 식당들은 해마다 관광객들에 의하여 수억 달러의 큰 몫을 받는다. 몇몇의 미국 해군 시설들은 내러갠셋 만을 따라 놓여있다.

### 제조업

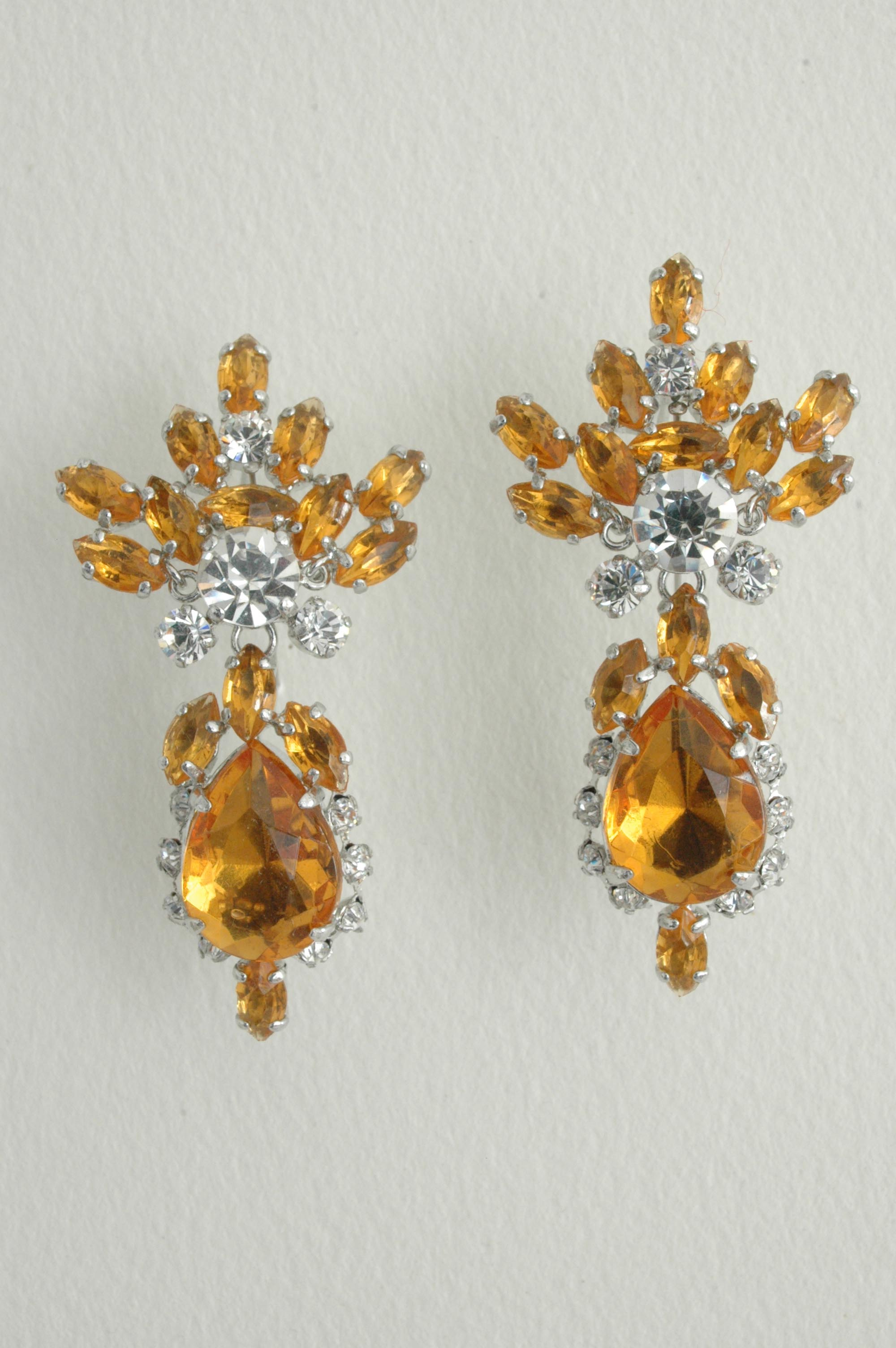
로드아일랜드 주는 보석 세공의 중심지이다.

프로비던스 지역은 로드아일랜드 주에서 지도적인 제조업의 중심지이다. 약품과 다른 화학품들은 프로비던스에서 제조된다. 프로비던스 지역은 보석류와 은그릇 산업의 지도적인 중심지들 사이에 랭킹으로 들어와있다. 모조 보석류와 정밀 보석류 둘다의 생산은 로드아일랜드 주에서 중요하다.
전기 용품과 합성금속 제품들은 주의 본토 지역에서 제조된다. 전구류와 조명 설치물은 주에서 만들어지는 전기 용품들 사이에 있다. 합성금속 제품들은 기계 조립품과 판금을 포함한다.

### 농업
농장 지대는 로드아일랜드주 대지의 10 퍼센트 적게 덮고 있다. 온실과 종묘품들은 농업 소득의 지도적인 근원이며, 주의 농업 소득의 대략 3분의 2를 벌고 있다.
우유는 로드아일랜드 주에서 농업 소득의 두번째로 중요한 근원이다. 젖소들은 주로 뉴포트와 워싱턴 카운티에서 찾아진다. 주의 전역을 통하여 자라는 건초는 지도적인 수확물이다. 감자와 사탕 옥수수는 주의 지도적인 채소이며, 사과가 지도적인 과일이다.

### 수산업
로드아일랜드 주의 해마다 수산업은 생선과 조개류의 품종을 포함한다. 가재와 가리비가 주의 지도적인 잡이이다. 주는 가자미목과 오징어의 지도적인 생산주이다.

## 주민
| 인구조사                      | 인구      | Note | %±    |
| ----------------------------- | --------- | ---- | ----- |
| 1790년                        | 68,825    |      | —     |
| 1800년                        | 69,122    |      | 0.4%  |
| 1810년                        | 76,931    |      | 11.3% |
| 1820년                        | 83,059    |      | 8.0%  |
| 1830년                        | 97,199    |      | 17.0% |
| 1840년                        | 108,830   |      | 12.0% |
| 1850년                        | 147,545   |      | 35.6% |
| 1860년                        | 174,620   |      | 18.4% |
| 1870년                        | 217,353   |      | 24.5% |
| 1880년                        | 276,531   |      | 27.2% |
| 1890년                        | 345,506   |      | 24.9% |
| 1900년                        | 428,556   |      | 24.0% |
| 1910년                        | 542,610   |      | 26.6% |
| 1920년                        | 604,397   |      | 11.4% |
| 1930년                        | 687,497   |      | 13.7% |
| 1940년                        | 713,346   |      | 3.8%  |
| 1950년                        | 791,896   |      | 11.0% |
| 1960년                        | 859,488   |      | 8.5%  |
| 1970년                        | 946,725   |      | 10.1% |
| 1980년                        | 947,154   |      | 0.0%  |
| 1990년                        | 1,003,464 |      | 5.9%  |
| 2000년                        | 1,048,319 |      | 4.5%  |
| 2010년                        | 1,052,567 |      | 0.4%  |
| 2019 (추산)                   | 1,059,361 |      | 0.6%  |
| 출처: 1910–2010 2018 estimate |           |      |       |

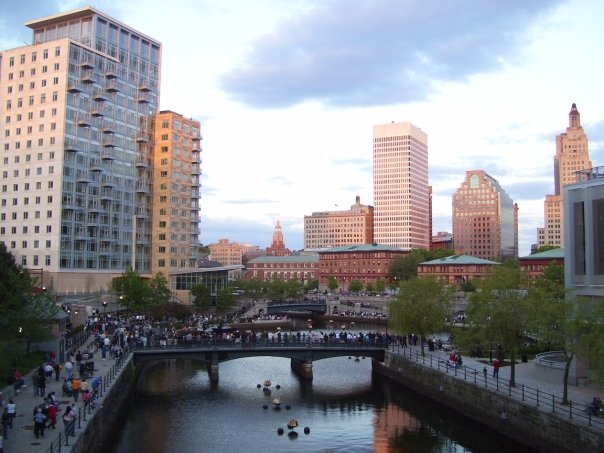
프로비던스의 전경

2000년 미국 인구 조사국은 로드아일랜드 주의 인구가 1,048,319명이라고 보고하였다. 주의 인구는 1990년으로 본 1,003,464명에서 4.5 퍼센트나 증가하였다. 2000년 조사국에 의하면 로드아일랜드 주가 50개의 주들 사이에 인구에서 43위로 들어와있다.
로드아일랜드 주에는 8개의 도시들이 있다. 주의 다른 공동체들은 타운이라 불린다. 크기의 순서로 봐서 도시들은 프로비던스, 워릭, 크랜스턴, 포터켓, 이스트 프로비던스, 운소켓, 뉴포트, 센트럴폴스이다.
로드아일랜드 주민의 대략 6분의 1은 프로비던스에 산다. 주민의 전부는 프로비던스-뉴베드퍼드(매사추세츠주)-폴리버(매사추세츠주) 메트로폴리탄 지역에 산다.
로드아일랜드 주민의 대부분은 미국에서 태어났으며, 이탈리아, 아일랜드, 영국 계통의 주민들이 많다. 다른 나라들에서 태어난 로드아일랜드 주민의 다수는 포르투갈에서 왔다.

## 정치
전형적인 민주당 텃밭으로 1988년부터 2012년까지 공화당은 로드아일랜드 주에서 단 한 개의 카운티도 얻지 못했으나 도널드 트럼프는 켄트 카운티를 얻었다.